# Panzeria appendicula
Panzeria appendicula är en tvåvingeart som beskrevs av Zimin 1957. Panzeria appendicula ingår i släktet Panzeria och familjen parasitflugor. Inga underarter finns listade i Catalogue of Life.